# سورن لينج
سورن لينج (بالدنماركية: Søren Lyng)‏ هو لاعب كرة قدم دنماركي في مركز الهجوم، ولد في 8 يوليو 1966 في Gentofte Municipality ‏ في الدنمارك. شارك مع منتخب الدنمارك لكرة القدم. أما مع النوادي، فقد لعب مع بولدكلوبن فرم ونادي بولدكلوبين 1903 ونادي كوبنهاغن ونادي لينغبي ونادي هرفوليه.

## وصلات خارجية
- سورن لينج على موقع قاعدة بيانات كرة القدم.إي يو (الإنجليزية)
- سورن لينج على موقع ناشيونال فوتبول تيمز (الإنجليزية)